# Monasterio de Morača
El monasterio de Morača (en cirílico: Морача) es un monasterio serbio ortodoxo ubicado en el valle del río Morača en el centro de Montenegro.

## Historia
Se trata de uno de los edificios más importantes de la Edad Media en Montenegro. Fue fundado en 1252 por Estefan, hijo de Vukan Nemanjić, monarca del principado de Zeta, nieto de Stefan Nemanja, como se lee en la inscripción del portal occidental.

## Descripción
Consiste en una iglesia, consagrada a la Asunción de María, otra iglesia más pequeña, consagrada a San Nicolás y un albergue para peregrinos. La puerta principal, románica, tiene una muralla con dos entradas. La iglesia principal es un edificio de una sola nave, diferente de las iglesias de las alrededores.
Además de la arquitectura, sus pinturas son de especial importancia. Existe una pintura del siglo XIII con once escenas de la vida del profeta Elías que se conserva mucho mejor que todas las otras, del siglo XV. Otras obras fueron destruidas a principios del siglo XVI por los otomanos cuando estos ocuparon el monasterio, saqueándolo.